# Заградовский сельский округ
Заградовский сельский округ (каз. Заградов ауылдық округі) — административная единица в составе Есильского района Северо-Казахстанской области Казахстана. Административный центр — село Заградовка.
Население — 1892 человека в 2009 году (2452 в 1999 г., 3447 в 1989 г.).

## История
Заградовский сельсовет образован 27 октября 1924 года. 12 января 1994 года постановлением главы Северо-Казахстанской областной администрации в существующих границах создан Заградовский сельский округ.

## Социальные объекты
В округе имеется средняя школа, пришкольный интернат в селе Заградовка, основная школа в селе Горное. Функционирует мини-центр для детей дошкольного возраста. Медицинскую помощь населению оказывает фельдшерско-акушерский и медицинский пункты. При Заградовской врачебной амбулатории имеется машина скорой помощи. 
Культурный досуг сельчан обеспечивают сельская библиотека, Дом культуры, центр досуга.
В сельском округе имеется два стадиона, функционирует Дом спорта «Прометей».

## Состав
Село Малиновка было ликвидировано в 2000-е годы. В состав округа входят такие населенные пункты:
| Населенный пункт   | Население, человек (1989) | Население, человек (1999) | Население, человек (2009) |
| ------------------ | ------------------------- | ------------------------- | ------------------------- |
| Горное, село       | 586                       | 435                       | 428                       |
| Жамбыл, село       | 201                       | 128                       | 103                       |
| Заградовка, село   | 1300                      | 1125                      | 1000                      |
| Малиновка, село    | 203                       | -                         | -                         |
| Славянка, село     | 237                       | 158                       | 102                       |
| Тонкошуровка, село | 920                       | 606                       | 259                       |